# Pachetra brunnea
Pachetra brunnea är en fjärilsart som beskrevs av Hans Rebel. Pachetra brunnea ingår i släktet Pachetra och familjen nattflyn. Inga underarter finns listade i Catalogue of Life.